# Giuseppe Pucci
Giuseppe Pucci (Carrara, 10 luglio 1921 – ...) è stato un allenatore di calcio e calciatore italiano, di ruolo attaccante.

## Carriera

### Giocatore
Giocò tre stagioni in Serie B con Siena e Venezia, ed una in Serie A con i lagunari.

### Allenatore
Ha allenato in due diversi periodi la Carrarese.

## Palmarès

### Giocatore

#### Competizioni nazionali
- IV Serie: 1

Carrarese: 1952-1953